# Lista piloților de Formula 1 care au stabilit cel mai rapid tur

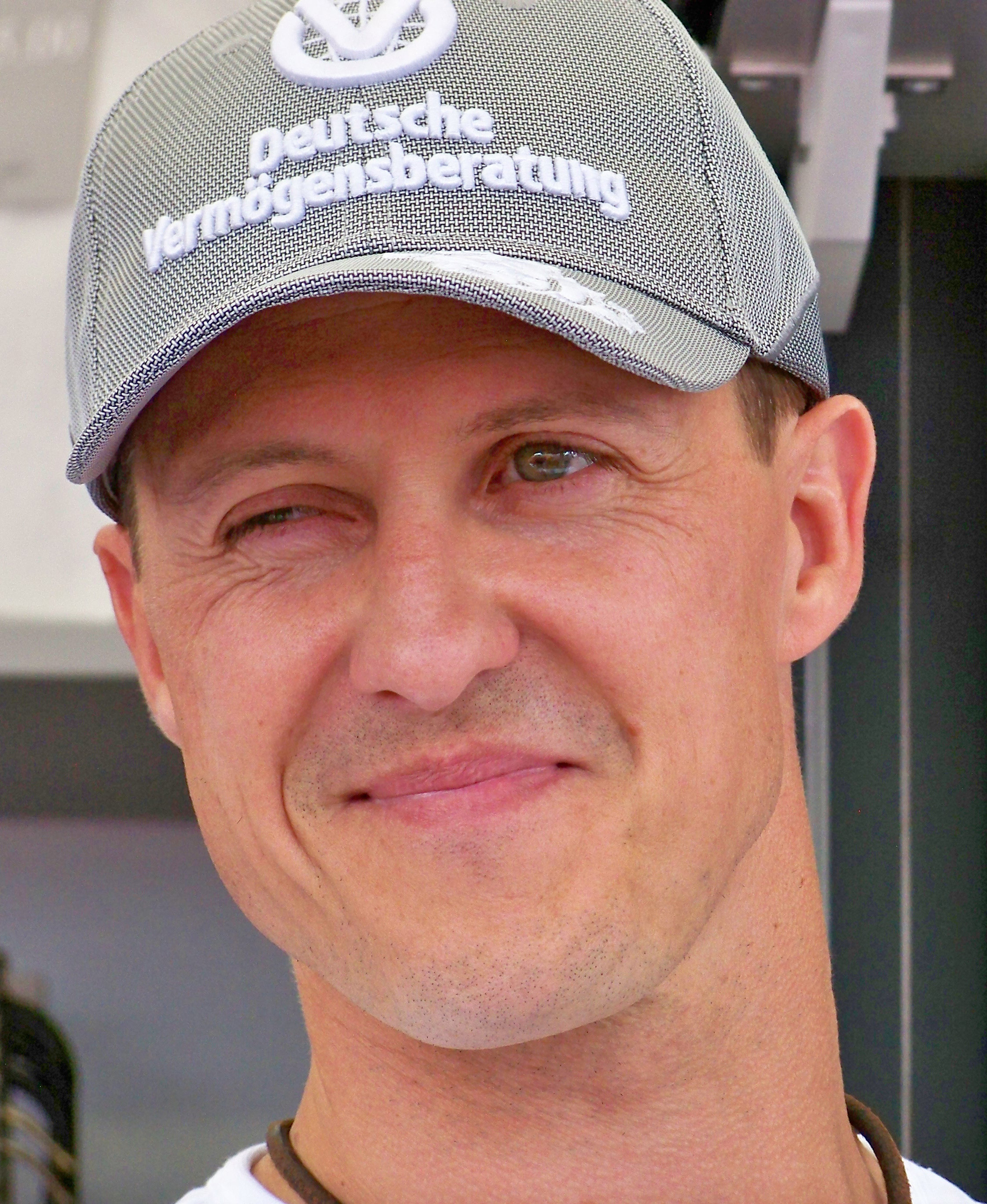
Michael Schumacher deține recordul pentru cele mai multe tururi rapide realizate (77).

Formula 1, abreviată F1, este clasa superioară în cursele auto cu monoposturi, definită de Federația Internațională de Automobilism (FIA), organul conducător al sporturilor cu motor. Cuvântul „Formula” din denumire se referă la un set de reguli cărora toți participanții și vehiculele trebuie să se conformeze. Sezonul Campionatului Mondial de F1 constă dintr-o serie de curse, cunoscute ca Mari Premii (Grands Prix), ce se desfășoară pe circuite speciale, sau în unele cazuri pe străzi închise ale orașelor. Rezultatele tuturor curselor sunt combinate pentru a determina doi campioni anuali, campionul la piloți și campionul la constructori. La fiecare Mare Premiu, pilotul care parcurge un tur al circuitului în cel mai scurt timp se spune că a realizat cel mai rapid tur. Pilotul care a stabilit cel mai rapid tur într-un Mare Premiu a primit un punct din sezonul 1950 până în 1959. Această regulă a fost reintrodusă în sezonul 2019 și scoasă din nou la sfârșitul sezonului 2024. Până la Marele Premiu de la Miami din 2025, 140 de piloți diferiți au stabilit cel puțin un cel mai rapid tur într-un Mare Premiu de Formula 1. Cel mai recent pilot care a realizat primul său cel mai rapid tur este Kimi Antonelli în Marele Premiu al Japoniei din 2025.
Michael Schumacher deține recordul pentru cel mai mare total de tururi rapide, 77. Lewis Hamilton este al doilea cu 67, în timp ce Kimi Räikkönen este al treilea cu 46. Gerhard Berger are cele mai multe tururi rapide dintre non-campioni, 21. Alberto Ascari deține recordul pentru cele mai multe tururi rapide consecutive, 7, de la Marele Premiu al Belgiei din 1952 până la Marele Premiu al Argentinei din 1953. Schumacher și Räikkönen dețin recordul pentru cele mai tururi rapide realizate într-un sezon, 10. Schumacher a realizat acest lucru în 2004, iar Räikkönen a egalat performanța în sezoanele 2005 și 2008.

## Piloții care au stabilit cel mai rapid tur
Actualizat după Marele Premiu de la Miami din 2025.
|   | Pilotul concurează în sezonul de Formula 1 din 2025                                                                      |
| ‡ | Pilotul a câștigat cel puțin o dată Campionatul Mondial al Piloților, dar nu a concurat în sezonul de Formula 1 din 2025 |

| Poz.                         | Pilot                       | Tururi rapide | Tururi rapide | Sezoane active                  | Primul tur rapid                               | Ultimul tur rapid                              |
| Poz.                         | Pilot                       | Nr.           | %             | Sezoane active                  | Primul tur rapid                               | Ultimul tur rapid                              |
| ---------------------------- | --------------------------- | ------------- | ------------- | ------------------------------- | ---------------------------------------------- | ---------------------------------------------- |
| 1                            | Michael Schumacher‡ (DEU)   | 77            | 25            | 1991–2006, 2010–2012            | MP al Belgiei din 1992                         | MP al Germaniei din 2012                       |
| 2                            | Lewis Hamilton‡ (UK)        | 67            | 18,51         | 2007–                           | MP al Malaysiei din 2007                       | MP al Canadei din 2024                         |
| 3                            | Kimi Räikkönen‡ (FIN)       | 46            | 13,03         | 2001–2009, 2012–2021            | MP al Australiei din 2002                      | MP al Austriei din 2018                        |
| 4                            | Alain Prost‡ (FRA)          | 41            | 20,3          | 1980–1991, 1993                 | MP al Franței din 1981                         | MP al Japoniei din 1993                        |
| 5                            | Sebastian Vettel‡ (DEU)     | 38            | 12,67         | 2007–2022                       | MP al Marii Britanii din 2009                  | MP al Belgiei din 2019                         |
| 6                            | Max Verstappen‡ (NLD)       | 33            | 15,35         | 2015–                           | MP al Braziliei din 2016                       | MP de la São Paulo din 2024                    |
| 7                            | Nigel Mansell‡ (UK)         | 30            | 15,63         | 1980–1992, 1994–1995            | MP al Europei din 1983                         | MP al Japoniei din 1992                        |
| 8                            | Jim Clark‡ (UK)             | 28            | 38,36         | 1960–1968                       | MP al Țărilor de Jos din 1961                  | MP al Africii de Sud din 1968                  |
| 8                            | Fernando Alonso‡ (ESP)      | 26            | 6,34          | 2001, 2003–2018, 2021–          | MP al Canadei din 2003                         | MP al Austriei din 2024                        |
| 9                            | Mika Häkkinen‡ (FIN)        | 25            | 15,15         | 1991–2001                       | MP al Italiei din 1997                         | MP al Ungariei din 2001                        |
| 11                           | Niki Lauda‡ (AUT)           | 24            | 13,56         | 1971–1979, 1982–1985            | MP al Spaniei din 1974                         | MP al Germaniei din 1985                       |
| 12                           | Juan Manuel Fangio‡ (ARG)   | 23            | 44,23         | 1950–1951, 1953–1958            | MP al Principatului Monaco din 1950            | MP al Argentinei din 1958                      |
| 12                           | Nelson Piquet‡ (BRA)        | 23            | 11,11         | 1978–1991                       | MP al Statelor Unite din 1979                  | MP al Mexicului din 1987                       |
| 14                           | Gerhard Berger (AUT)        | 21            | 10            | 1984–1997                       | MP al Germaniei din 1986                       | MP al Germaniei din 1997                       |
| 15                           | Nico Rosberg‡ (DEU)         | 20            | 9,71          | 2006–2016                       | MP al Bahrainului din 2006                     | MP al Malaysiei din 2016                       |
| 16                           | Stirling Moss (UK)          | 19            | 28,36         | 1951–1961                       | MP al Marii Britanii din 1954                  | MP al Principatului Monaco din 1961            |
| 16                           | Ayrton Senna‡ (BRA)         | 19            | 11,73         | 1984–1994                       | MP al Principatului Monaco din 1984            | MP al Europei din 1993                         |
| 16                           | Damon Hill‡ (UK)            | 19            | 15,57         | 1992–1999                       | MP al Marii Britanii din 1993                  | MP al Ungariei din 1996                        |
| 16                           | Mark Webber (AUS)           | 19            | 8,76          | 2002–2013                       | MP al Ungariei din 2009                        | MP al Braziliei din 2013                       |
| 16                           | Valtteri Bottas (FIN)       | 19            | 7,69          | 2013–2024                       | MP al Rusiei din 2014                          | MP de la Ciudad de México din 2021             |
| 21                           | David Coulthard (UK)        | 18            | 7,29          | 1994–2008                       | MP al Germaniei din 1994                       | MP al Franței din 2002                         |
| 22                           | Rubens Barrichello (BRA)    | 17            | 5,21          | 1993–2011                       | MP al Australiei din 2000                      | MP al Spaniei din 2009                         |
| 22                           | Daniel Ricciardo (AUS)      | 17            | 6,59          | 2011–2024                       | MP de la Abu Dhabi din 2014                    | MP al statului Singapore din 2024              |
| 24                           | Lando Norris (UK)           | 16            | 11,94         | 2019–                           | MP al Austriei din 2020                        | MP de la Miami din 2025                        |
| 25                           | Jackie Stewart‡ (UK)        | 15            | 15            | 1965–1973                       | MP al Germaniei din 1968                       | MP al Italiei din 1973                         |
| 25                           | Clay Regazzoni (SUI)        | 15            | 10,79         | 1970–1980                       | MP al Austriei din 1970                        | MP al Italiei din 1979                         |
| 25                           | Felipe Massa (BRA)          | 15            | 5,51          | 2002, 2004–2017                 | MP al Spaniei din 2006                         | MP al Canadei din 2014                         |
| 28                           | Jacky Ickx (BEL)            | 14            | 11,48         | 1967–1979                       | MP al Germaniei din 1969                       | MP al Italiei din 1972                         |
| 29                           | Alan Jones‡ (AUS)           | 13            | 11,11         | 1975–1981, 1983, 1985–1986      | MP de Vest al Statelor Unite din 1978          | MP al Țărilor de Jos din 1981                  |
| 29                           | Riccardo Patrese (ITA)      | 13            | 5,06          | 1977–1993                       | MP al Principatului Monaco din 1982            | MP al Germaniei din 1992                       |
| 31                           | Alberto Ascari‡ (ITA)       | 12            | 35,29         | 1950–1955                       | MP al Belgiei din 1952                         | MP al Spaniei din 1954                         |
| 31                           | Jack Brabham‡ (AUS)         | 12            | 9,38          | 1955–1970                       | MP al Principatului Monaco din 1959            | MP al Marii Britanii din 1970                  |
| 31                           | René Arnoux (FRA)           | 12            | 7,27          | 1978–1989                       | MP al Franței din 1979                         | MP al Țărilor de Jos din 1984                  |
| 31                           | Juan Pablo Montoya (COL)    | 12            | 12,63         | 2001–2006                       | MP al Europei din 2001                         | MP al Turciei din 2005                         |
| 31                           | Sergio Pérez (MEX)          | 12            | 4,21          | 2011–2024                       | MP al Principatului Monaco din 2012            | MP al Belgiei din 2024                         |
| 36                           | John Surtees‡ (UK)          | 10            | 9,73          | 1960–1972                       | MP al Portugaliei din 1960                     | MP al Belgiei din 1968                         |
| 36                           | Graham Hill‡ (UK)           | 10            | 5,59          | 1958–1975                       | MP al Marii Britanii din 1960                  | MP al Statelor Unite din 1967                  |
| 36                           | Mario Andretti‡ (USA)       | 10            | 7,63          | 1968–1972, 1974–1982            | MP al Africii de Sud din 1971                  | MP al Italiei din 1978                         |
| 36                           | Charles Leclerc (MCO)       | 10            | 6,45          | 2018–                           | MP al Bahrainului din 2019                     | MP de la Ciudad de México din 2024             |
| 40                           | Denny Hulme‡ (NZL)          | 9             | 8,04          | 1965–1974                       | MP al Țărilor de Jos din 1966                  | MP al Belgiei din 1974                         |
| 40                           | Ronnie Peterson (SWE)       | 9             | 7,32          | 1970–1978                       | MP al Spaniei din 1973                         | MP al Austriei din 1978                        |
| 40                           | Jacques Villeneuve‡ (CAN)   | 9             | 5,45          | 1996–2006                       | MP al Australiei din 1996                      | MP al Austriei din 1997                        |
| 43                           | James Hunt‡ (UK)            | 8             | 8,6           | 1973–1979                       | MP al Marii Britanii din 1973                  | MP al Marii Britanii din 1977                  |
| 43                           | Gilles Villeneuve (CAN)     | 8             | 11,76         | 1977–1982                       | MP al Argentinei din 1978                      | MP al statului San Marino din 1981             |
| 43                           | Ralf Schumacher (DEU)       | 8             | 4,4           | 1997–2007                       | MP al Italiei din 1999                         | MP al Belgiei din 2005                         |
| 43                           | Jenson Button‡ (UK)         | 8             | 2,59          | 2000–2017                       | MP al Malaysiei din 2009                       | MP al Indiei din 2012                          |
| 43                           | George Russell (UK)         | 8             | 5,97          | 2019–                           | MP al Sakhirului din 2020                      | MP al Italiei din 2024                         |
| 48                           | Jacques Laffite (FRA)       | 7             | 3,89          | 1974–1986                       | MP al Japoniei din 1976                        | MP al Europei din 1985                         |
| 49                           | José Froilán González (ARG) | 6             | 23,08         | 1950, 1957–1960                 | MP al Italiei din 1952                         | MP al Italiei din 1954                         |
| 49                           | Mike Hawthorn‡ (UK)         | 6             | 12,77         | 1952–1958                       | MP al Marii Britanii din 1954                  | MP al Portugaliei din 1958                     |
| 49                           | Phil Hill‡ (USA)            | 6             | 11,54         | 1958–1964, 1966                 | MP al Italiei din 1958                         | MP al Germaniei din 1961                       |
| 49                           | Dan Gurney (USA)            | 6             | 6,9           | 1959–1968, 1970                 | MP al Africii de Sud din 1963                  | MP al Germaniei din 1967                       |
| 49                           | Emerson Fittipaldi‡ (BRA)   | 6             | 4,03          | 1970–1980                       | MP al Argentinei din 1973                      | MP al Statelor Unite din 1975                  |
| 49                           | Carlos Reutemann (ARG)      | 6             | 4,11          | 1972–1982                       | MP al Africii de Sud din 1974                  | MP al Italiei din 1981                         |
| 49                           | Heinz-Harald Frentzen (DEU) | 6             | 3,75          | 1994–2003                       | MP al Australiei din 1997                      | MP al Europei din 1997                         |
| 56                           | Giuseppe Farina‡ (ITA)      | 5             | 14,29         | 1950–1955                       | MP al Marii Britanii din 1950                  | MP al Italiei din 1951                         |
| 56                           | José Carlos Pace (BRA)      | 5             | 6,85          | 1972–1977                       | MP al Germaniei din 1973                       | MP al Africii de Sud din 1975                  |
| 56                           | Jody Scheckter‡ (ZAF)       | 5             | 4,42          | 1972–1980                       | MP al Franței din 1974                         | MP al Japoniei din 1977                        |
| 56                           | John Watson (UK)            | 5             | 3,25          | 1973–1983, 1985                 | MP al Africii de Sud din 1977                  | MP de la Detroit din 1983                      |
| 56                           | Didier Pironi (FRA)         | 5             | 6,94          | 1978–1982                       | MP al Marii Britanii din 1980                  | MP al Canadei din 1982                         |
| 56                           | Michele Alboreto (ITA)      | 5             | 2,33          | 1981–1994                       | MP al Las Vegasului din 1982                   | MP al Italiei din 1988                         |
| 62                           | Jean-Pierre Beltoise (FRA)  | 4             | 4,55          | 1967–1974                       | MP al Spaniei din 1968                         | MP al Principatului Monaco din 1972            |
| 62                           | Jo Siffert (SUI)            | 4             | 4             | 1962–1971                       | MP al Marii Britanii din 1968                  | MP al Austriei din 1971                        |
| 62                           | Patrick Depailler (FRA)     | 4             | 4,21          | 1972, 1974–1980                 | MP al Suediei din 1974                         | MP al Principatului Monaco din 1979            |
| 62                           | Jean Alesi (FRA)            | 4             | 1,98          | 1989–2001                       | MP al Statelor Unite din 1991                  | MP al Principatului Monaco din 1996            |
| 62                           | Carlos Sainz Jr. (ESP)      | 4             | 1,86          | 2015–                           | MP al Stiriei din 2020                         | MP al Marii Britanii din 2024                  |
| 62                           | Oscar Piastri (AUS)         | 4             | 7,69          | 2023–                           | MP al Italiei din 2023                         | MP al Bahrainului din 2025                     |
| 68                           | Bill Vukovich (USA)         | 3             | 50            | 1951–1955                       | Indianapolis 500 din 1952                      | Indianapolis 500 din 1955                      |
| 68                           | Tony Brooks (UK)            | 3             | 7,69          | 1956–1961                       | MP al Italiei din 1957                         | MP al Marii Britanii din 1961                  |
| 68                           | Bruce McLaren (NZL)         | 3             | 2,88          | 1959–1970                       | MP al Marii Britanii din 1959                  | MP al Țărilor de Jos din 1962                  |
| 68                           | Richie Ginther (USA)        | 3             | 5,56          | 1960–1967                       | MP al Principatului Monaco din 1961            | MP al Mexicului din 1966                       |
| 68                           | Chris Amon (NZL)            | 3             | 2,78          | 1963–1976                       | MP al Belgiei din 1970                         | MP al Franței din 1972                         |
| 68                           | Jochen Rindt‡ (AUT)         | 3             | 4,84          | 1964–1970                       | MP al Spaniei din 1969                         | MP al Principatului Monaco din 1970            |
| 68                           | Jean-Pierre Jarier (FRA)    | 3             | 2,09          | 1971, 1973–1983                 | MP al Braziliei din 1975                       | MP al Statelor Unite din 1978                  |
| 68                           | Keke Rosberg‡ (FIN)         | 3             | 2,34          | 1978–1986                       | MP al Franței din 1985                         | MP al Australiei din 1985                      |
| 68                           | Pierre Gasly (FRA)          | 3             | 1,88          | 2017–                           | MP al Chinei din 2019                          | MP al Ungariei din 2021                        |
| 68                           | Kevin Magnussen (DEN)       | 3             | 1,6           | 2014–2020, 2022–2024            | MP al statului Singapore din 2018              | MP de la Abu Dhabi din 2024                    |
| 78                           | Jim Rathmann (USA)          | 2             | 20            | 1950, 1952–1960                 | Indianapolis 500 din 1957                      | Indianapolis 500 din 1960                      |
| 78                           | Lorenzo Bandini (ITA)       | 2             | 4,76          | 1961–1967                       | MP al Principatului Monaco din 1966            | MP al Franței din 1966                         |
| 78                           | François Cevert (FRA)       | 2             | 4,17          | 1970–1973                       | MP al Germaniei din 1971                       | MP al Belgiei din 1973                         |
| 78                           | Jochen Mass (RFG)           | 2             | 1,75          | 1973–1982                       | MP al Franței din 1975                         | MP al Spaniei din 1976                         |
| 78                           | Derek Warwick (UK)          | 2             | 1,23          | 1981–1990, 1993                 | MP al Țărilor de Jos din 1982                  | MP de la Detroit din 1984                      |
| 78                           | Patrick Tambay (FRA)        | 2             | 1,63          | 1977–1979, 1981–1986            | MP al Canadei din 1983                         | MP al Africii de Sud din 1984                  |
| 78                           | Teo Fabi (ITA)              | 2             | 2,81          | 1982, 1984–1987                 | MP al Italiei din 1986                         | MP al statului San Marino din 1987             |
| 78                           | Alessandro Nannini (ITA)    | 2             | 2,56          | 1986–1990                       | MP al Germaniei din 1988                       | MP al statului San Marino din 1990             |
| 78                           | Giancarlo Fisichella (ITA)  | 2             | 0,87          | 1996–2009                       | MP al Spaniei din 1997                         | MP al Spaniei din 2005                         |
| 78                           | Heikki Kovalainen (FIN)     | 2             | 1,79          | 2007–2013                       | MP al Australiei din 2008                      | MP al Bahrainului din 2008                     |
| 78                           | Nick Heidfeld (DEU)         | 2             | 1,09          | 2000–2011                       | MP al Malaysiei din 2008                       | MP al Germaniei din 2008                       |
| 78                           | Nico Hülkenberg (DEU)       | 2             | 0,85          | 2010, 2012–2020, 2022–          | MP al statului Singapore din 2012              | MP al Chinei din 2016                          |
| 78                           | Zhou Guanyu (CHN)           | 2             | 2,94          | 2022–2024                       | MP al Japoniei din 2022                        | MP al Bahrainului din 2023                     |
| 91                           | Johnnie Parsons (USA)       | 1             | 11,11         | 1950–1958                       | Indianapolis 500 din 1950                      | Indianapolis 500 din 1950                      |
| 91                           | Lee Wallard (USA)           | 1             | 33,33         | 1950–1951                       | Indianapolis 500 din 1951                      | Indianapolis 500 din 1951                      |
| 91                           | Piero Taruffi (ITA)         | 1             | 2,56          | 1950–1956                       | Marele Premiu al Elveției din 1952             | Marele Premiu al Elveției din 1952             |
| 91                           | Luigi Villoresi (ITA)       | 1             | 2,94          | 1950–1956                       | Marele Premiu al Țărilor de Jos din 1953       | Marele Premiu al Țărilor de Jos din 1953       |
| 91                           | Jack McGrath (USA)          | 1             | 16,66         | 1950–1955                       | Indianapolis 500 din 1954                      | Indianapolis 500 din 1954                      |
| 91                           | Hans Herrmann (RFG)         | 1             | 4,54          | 1953–1955, 1957–1961            | Marele Premiu al Franței din 1954              | Marele Premiu al Franței din 1954              |
| 91                           | Onofre Marimón (ARG)        | 1             | 8,33          | 1951, 1953–1954                 | Marele Premiu al Marii Britanii din 1954       | Marele Premiu al Marii Britanii din 1954       |
| 91                           | Jean Behra (FRA)            | 1             | 1,88          | 1952–1959                       | Marele Premiu al Marii Britanii din 1954       | Marele Premiu al Marii Britanii din 1954       |
| 91                           | Karl Kling (RFG)            | 1             | 9,09          | 1954–1955                       | Marele Premiu al Germaniei din 1954            | Marele Premiu al Germaniei din 1954            |
| 91                           | Roberto Mieres (ARG)        | 1             | 5,88          | 1953–1955                       | Marele Premiu al Țărilor de Jos din 1955       | Marele Premiu al Țărilor de Jos din 1955       |
| 91                           | Paulo Russo (USA)           | 1             | 9,09          | 1950, 1953–1959                 | Indianapolis 500 din 1956                      | Indianapolis 500 din 1956                      |
| 91                           | Luigi Musso (ITA)           | 1             | 4             | 1953–1958                       | Marele Premiu al Franței din 1957              | Marele Premiu al Franței din 1957              |
| 91                           | Tony Bettenhausen (USA)     | 1             | 9,09          | 1950–1960                       | Indianapolis 500 din 1958                      | Indianapolis 500 din 1958                      |
| 91                           | Johnny Thomson (USA)        | 1             | 12,5          | 1953–1960                       | Indianapolis 500 din 1959                      | Indianapolis 500 din 1959                      |
| 91                           | Maurice Trintignant (FRA)   | 1             | 1,16          | 1950–1964                       | Marele Premiu al Statelor Unite din 1959       | Marele Premiu al Statelor Unite din 1959       |
| 91                           | Innes Ireland (UK)          | 1             | 1,89          | 1959–1966                       | Marele Premiu al Belgiei din 1960              | Marele Premiu al Belgiei din 1960              |
| 91                           | Giancarlo Baghetti (ITA)    | 1             | 4,76          | 1961–1967                       | Marele Premiu al Italiei din 1961              | Marele Premiu al Italiei din 1961              |
| 91                           | Ludovico Scarfiotti (ITA)   | 1             | 7,69          | 1963–1968                       | Marele Premiu al Italiei din 1966              | Marele Premiu al Italiei din 1966              |
| 91                           | Richard Attwood (UK)        | 1             | 5,88          | 1964–1965, 1967–1969            | Marele Premiu al Principatului Monaco din 1968 | Marele Premiu al Principatului Monaco din 1968 |
| 91                           | Pedro Rodríguez (MEX)       | 1             | 1,82          | 1963–1971                       | Marele Premiu al Franței din 1968              | Marele Premiu al Franței din 1968              |
| 91                           | Jackie Oliver (UK)          | 1             | 1,92          | 1968–1973, 1977                 | Marele Premiu al Italiei din 1968              | Marele Premiu al Italiei din 1968              |
| 91                           | Henri Pescarolo (FRA)       | 1             | 1,56          | 1968, 1970–1974, 1976           | Marele Premiu al Italiei din 1971              | Marele Premiu al Italiei din 1971              |
| 91                           | Mike Hailwood (UK)          | 1             | 2             | 1963–1965, 1971–1974            | Marele Premiu al Africii de Sud din 1972       | Marele Premiu al Africii de Sud din 1972       |
| 91                           | Vittorio Brambilla (ITA)    | 1             | 1,27          | 1974–1980                       | Marele Premiu al Austriei din 1975             | Marele Premiu al Austriei din 1975             |
| 91                           | Gunnar Nilsson (SWE)        | 1             | 3,13          | 1976–1977                       | Marele Premiu al Belgiei din 1977              | Marele Premiu al Belgiei din 1977              |
| 91                           | Marc Surer (SUI)            | 1             | 1,13          | 1979–1986                       | Marele Premiu al Braziliei din 1981            | Marele Premiu al Braziliei din 1981            |
| 91                           | Brian Henton (UK)           | 1             | 2,7           | 1975, 1977, 1981–1982           | Marele Premiu al Marii Britanii din 1982       | Marele Premiu al Marii Britanii din 1982       |
| 91                           | Andrea de Cesaris (ITA)     | 1             | 0,46          | 1980–1994                       | Marele Premiu al Belgiei din 1983              | Marele Premiu al Belgiei din 1983              |
| 91                           | Jonathan Palmer (UK)        | 1             | 1,13          | 1983–1989                       | Marele Premiu al Canadei din 1989              | Marele Premiu al Canadei din 1989              |
| 91                           | Maurício Gugelmin (BRA)     | 1             | 1,25          | 1988–1992                       | Marele Premiu al Franței din 1989              | Marele Premiu al Franței din 1989              |
| 91                           | Satoru Nakajima (JPN)       | 1             | 1,25          | 1987–1991                       | Marele Premiu al Australiei din 1989           | Marele Premiu al Australiei din 1989           |
| 91                           | Thierry Boutsen (BEL)       | 1             | 0,61          | 1983–1993                       | Marele Premiu al Germaniei din 1990            | Marele Premiu al Germaniei din 1990            |
| 91                           | Bertrand Gachot (BEL)       | 1             | 1,19          | 1989–1992, 1994–1995            | Marele Premiu al Ungariei din 1991             | Marele Premiu al Ungariei din 1991             |
| 91                           | Roberto Moreno (BRA)        | 1             | 1,29          | 1982, 1987, 1989–1992, 1995     | Marele Premiu al Belgiei din 1991              | Marele Premiu al Belgiei din 1991              |
| 91                           | Alexander Wurz (AUT)        | 1             | 1,45          | 1997–2000, 2005, 2007           | Marele Premiu al Argentinei din 1998           | Marele Premiu al Argentinei din 1998           |
| 91                           | Eddie Irvine (UK)           | 1             | 0,68          | 1993–2002                       | Marele Premiu al Canadei din 1999              | Marele Premiu al Canadei din 1999              |
| 91                           | Pedro de la Rosa (ESP)      | 1             | 0,93          | 1999–2002, 2005–2006, 2010–2012 | Marele Premiu al Bahrainului din 2005          | Marele Premiu al Bahrainului din 2005          |
| 91                           | Jarno Trulli (ITA)          | 1             | 0,39          | 1997–2011                       | Marele Premiu al Bahrainului din 2009          | Marele Premiu al Bahrainului din 2009          |
| 91                           | Timo Glock (DEU)            | 1             | 1,05          | 2004, 2008–2012                 | Marele Premiu al Europei din 2009              | Marele Premiu al Europei din 2009              |
| 91                           | Adrian Sutil (DEU)          | 1             | 0,78          | 2007–2011, 2013–2014            | Marele Premiu al Italiei din 2009              | Marele Premiu al Italiei din 2009              |
| 91                           | Vitali Petrov (RUS)         | 1             | 1,72          | 2010–2012                       | Marele Premiu al Turciei din 2010              | Marele Premiu al Turciei din 2010              |
| 91                           | Robert Kubica (POL)         | 1             | 1,01          | 2006–2010, 2019, 2021           | Marele Premiu al Canadei din 2010              | Marele Premiu al Canadei din 2010              |
| 91                           | Kamui Kobayashi (JPN)       | 1             | 1,31          | 2009–2012, 2014                 | Marele Premiu al Chinei din 2012               | Marele Premiu al Chinei din 2012               |
| 91                           | Romain Grosjean (FRA)       | 1             | 0,55          | 2009, 2012–2020                 | Marele Premiu al Spaniei din 2012              | Marele Premiu al Spaniei din 2012              |
| 91                           | Bruno Senna (BRA)           | 1             | 2,17          | 2010–2012                       | Marele Premiu al Belgiei din 2012              | Marele Premiu al Belgiei din 2012              |
| 91                           | Esteban Gutiérrez (MEX)     | 1             | 1,69          | 2013–2014, 2016                 | Marele Premiu al Spaniei din 2013              | Marele Premiu al Spaniei din 2013              |
| 91                           | Daniil Kveat (RUS)          | 1             | 0,89          | 2014–2017, 2019–2020            | Marele Premiu al Spaniei din 2016              | Marele Premiu al Spaniei din 2016              |
| 91                           | Yuki Tsunoda (JPN)          | 1             | 1,04          | 2023–                           | Marele Premiu al Statelor Unite din 2023       | Marele Premiu al Statelor Unite din 2023       |
| 91                           | Esteban Ocon (FRA)          | 1             | 0,62          | 2016–2018, 2020–                | Marele Premiu al Statelor Unite din 2024       | Marele Premiu al Statelor Unite din 2024       |
| 91                           | Kimi Antonelli (ITA)        | 1             | 16,67         | 2025–                           | Marele Premiu al Japoniei din 2025             | Marele Premiu al Japoniei din 2025             |
| 140 de piloți din 26 de țări |                             |               |               |                                 |                                                |                                                |

### După naționalitate
| Poz. | Țara                       | CMRT | Piloți |
| ---- | -------------------------- | ---- | ------ |
| 1    | Regatul Unit               | 279  | 24     |
| 2    | Germania                   | 159  | 12     |
| 3    | Finlanda                   | 95   | 5      |
| 4    | Franța                     | 92   | 16     |
| 5    | Brazilia                   | 88   | 9      |
| 6    | Australia                  | 65   | 5      |
| 7    | Italia                     | 52   | 17     |
| 8    | Austria                    | 49   | 4      |
| 9    | Argentina                  | 37   | 5      |
| 10   | Statele Unite ale Americii | 36   | 12     |
| 11   | Țările de Jos              | 33   | 1      |
| 12   | Spania                     | 31   | 3      |
| 13   | Elveția                    | 20   | 3      |
| 14   | Canada                     | 17   | 2      |
| 15   | Belgia                     | 16   | 3      |
| 16   | Noua Zeelandă              | 15   | 3      |
| 17   | Mexic                      | 14   | 3      |
| 18   | Columbia                   | 12   | 1      |
| 19   | Suedia                     | 10   | 2      |
| 20   | Monaco                     | 10   | 1      |
| 21   | Africa de Sud              | 5    | 1      |
| 22   | Japonia                    | 3    | 3      |
| 22   | Danemarca                  | 3    | 1      |
| 24   | Rusia                      | 2    | 2      |
| 24   | China                      | 2    | 1      |
| 26   | Polonia                    | 1    | 1      |